# Альбер Самбі Локонга
Альбер Самбі Локонга (фр. Albert Sambi Lokonga, нар. 22 жовтня 1999, Брюссель) — бельгійський футболіст, півзахисник англійського клубу «Арсенал».
Виступав, зокрема, за клуб «Андерлехт», а також національну збірну Бельгії.

## Клубна кар'єра
Народився 22 жовтня 1999 року в місті Брюссель.
У дорослому футболі дебютував 2017 року виступами за команду «Андерлехт», у якій провів чотири сезони, взявши участь у 61 матчі чемпіонату. 
До складу клубу «Арсенал» приєднався 2021 року. Станом на 25 січня 2023 року відіграв за «канонірів» 25 матчів в національному чемпіонаті.

## Виступи за збірні
У 2016 році дебютував у складі юнацької збірної Бельгії (U-17), загалом на юнацькому рівні взяв участь у 2 іграх.
Протягом 2019–2020 років залучався до складу молодіжної збірної Бельгії. На молодіжному рівні зіграв у 7 офіційних матчах, забив 2 голи.
У 2021 році дебютував в офіційних матчах у складі національної збірної Бельгії.

## Статистика виступів

### Статистика клубних виступів
| Сезон                 | Команда               | Чемпіонат             | Чемпіонат | Чемпіонат | Національний кубок | Національний кубок | Національний кубок | Континентальні кубки | Континентальні кубки | Континентальні кубки | Інші змагання | Інші змагання | Інші змагання | Усього | Усього | Усього |
| Сезон                 | Команда               | Ліга                  | Ігор      | Голів     | Ліга               | Ігор               | Голів              | Ліга                 | Ігор                 | Голів                | Ліга          | Ігор          | Голів         | Ігор   | Голів  |        |
| --------------------- | --------------------- | --------------------- | --------- | --------- | ------------------ | ------------------ | ------------------ | -------------------- | -------------------- | -------------------- | ------------- | ------------- | ------------- | ------ | ------ | ------ |
| 2017–18               | «Андерлехт»           | Д1                    | 5+2       | 0         | КБ                 | 0                  | 0                  | ЛЧ                   | 0                    | 0                    | -             | -             | -             | 7      | 0      |        |
| 2018–19               | «Андерлехт»           | Д1                    | 6         | 0         | КБ                 | 0                  | 0                  | ЛЄ                   | 2                    | 0                    | -             | -             | -             | 8      | 0      |        |
| 2019–20               | «Андерлехт»           | Д1                    | 23        | 0         | КБ                 | 3                  | 0                  | -                    | -                    | -                    | -             | -             | -             | 26     | 0      |        |
| 2020–21               | «Андерлехт»           | Д1                    | 27+6      | 3         | КБ                 | 4                  | 0                  | -                    | -                    | -                    | -             | -             | -             | 37     | 3      |        |
| Усього за «Андерлехт» | Усього за «Андерлехт» | Усього за «Андерлехт» | 61+8      | 3         |                    | 7                  | 0                  |                      | 2                    | 0                    |               | -             | -             | 78     | 3      |        |
| 2021–22               | «Арсенал»             | ПЛ                    | 19        | 0         | КА+КЛ              | 1+4                | 0                  | -                    | -                    | -                    | -             | -             | -             | 24     | 0      |        |
| 2022–23               | «Арсенал»             | ПЛ                    | 1         | 0         | КА+КЛ              | 0                  | 0                  | ЛЄ                   | 0                    | 0                    | -             | -             | -             | 1      | 0      |        |
| Усього за «Арсенал»   | Усього за «Арсенал»   | Усього за «Арсенал»   | 20        | 0         |                    | 5                  | 0                  |                      | 0                    | 0                    |               | -             | -             | 25     | 0      |        |
| Усього за кар'єру     | Усього за кар'єру     | Усього за кар'єру     | 89        | 0         |                    | 11                 | 0                  |                      | 2                    | 0                    |               | -             | -             | 103    | 3      |        |